# ISO 31-12
ISO 31-12は、輸送現象における特性数について定めた国際標準化機構(ISO)の国際規格で、ISO 31の一部である。
2008年に発行されたISO 80000-11によって置き換えられ、ISO 31-12は廃止された。
日本工業規格(JIS)では JIS Z 8202-12:2000 が相当する。2016年12月に ISO 80000-11 に相当する JIS Z 8000-11:2016 が発行され、 JIS Z 8202-12:2000 は廃止された。